# Hornsby (Tennessee)
Hornsby é uma cidade  localizada no estado norte-americano de Tennessee, no Condado de Hardeman.

## Demografia
Segundo o censo norte-americano de 2000, a sua população era de 306 habitantes.
Em 2006, foi estimada uma população de 299, um decréscimo de 7 (-2.3%).

## Geografia
De acordo com o United States Census Bureau tem uma área de
3,3 km², dos quais 3,3 km² cobertos por terra e 0,0 km² cobertos por água. Hornsby localiza-se a aproximadamente 113 m acima do nível do mar.

## Localidades na vizinhança
O diagrama seguinte representa as localidades num raio de 20 km ao redor de Hornsby.